# Alen Avdić
Alen Avdić (Sarajevo, Bòsnia i Hercegovina, 3 d'abril de 1977) és un futbolista bosnià. Va disputar 3 partits amb la selecció de Bòsnia i Hercegovina.

## Estadístiques
| Selecció de Bòsnia i Hercegovina | Selecció de Bòsnia i Hercegovina | Selecció de Bòsnia i Hercegovina |
| Anys                             | Partits                          | Gols                             |
| -------------------------------- | -------------------------------- | -------------------------------- |
| 1999                             | 3                                | 0                                |
| Total                            | 3                                | 0                                |